# Sjælland
Sjælland (ejtsd: sellan, németül Seeland) Dánia legnagyobb szigete (területe 7031 km²). Fyn szigetétől a Nagy-Bælt, a svédországi Skånétől az Øresund választja el. Előbbivel a Nagy-Bælt híd, utóbbival az Øresund híd köti össze.
Dánia fővárosa, Koppenhága nagyobbrészt Sjællandon, kisebb részt Amager szigetén fekszik. Sjællandon található nagyobb városok még Roskilde és Helsingør.
A sziget nevét a partjai mentén élő fókákról kapta (sjæl dánul fóka).

## Települések
(Válogatás)
- Koppenhága
- Helsingør
- Frederiksberg
- Hillerød
- Kongens Lyngby
- Ringsted
- Roskilde